# PSR B1509-58
PSR B1509-58 — оптичний пульсар, що знаходиться за 17 тисяч світлових років від Сонця в сузір'ї Циркуль Відкритий в 1982 році обсерваторією ім. Ейнштейна. Вважається, що вік пульсара становить близько 1700 років. Пульсар розташований в туманності, що має розмір 150 світлових років. Це нейтронна зоря, яка швидко обертається, виділяє в простір енергію і створює складні структури, які відомі під назвою «Рука Божа». Темп обертання становить близько 7 оборотів в секунду. Сила магнітного поля пульсара приблизно в 15 трильйонів разів перевищує магнітне поле, яке генерує Земля.